# Brauerei Rapp
Die Brauerei Rapp ist eine mittelständische Brauerei mit Sitz in Kutzenhausen westlich von Augsburg. Obwohl die Brauerei jährlich rund eine Million Hektoliter Biere und alkoholfreie Getränke herstellt, sind ihre Erzeugnisse nur über den hauseigenen Getränke-Heimdienst erhältlich. Die Brauerei ist im Familienbesitz.

## Geschichte
Die Ursprünge des Unternehmens gehen ins Jahr 1893 zurück, als Georg Johann Rapp ein Gasthaus mit angeschlossener Brauerei erwarb. Im Laufe der Jahre wurde aus der einstigen Wirtshausbrauerei ein Unternehmen mit etwa 500 Mitarbeitern. Die Flotte des angegliederten, 1967 eingeführten Lieferservice („Heimdienst“) in Kutzenhausen umfasst 200 Lkw und beliefert im süddeutschen Raum ca. 250.000 Haushalte. Zur Brauerei gehören zwei mehr als 200 m tiefe Mineralbrunnen und eine werkseigene Kläranlage, an die auch die Gemeinde Kutzenhausen angeschlossen ist.

## Heimdienst

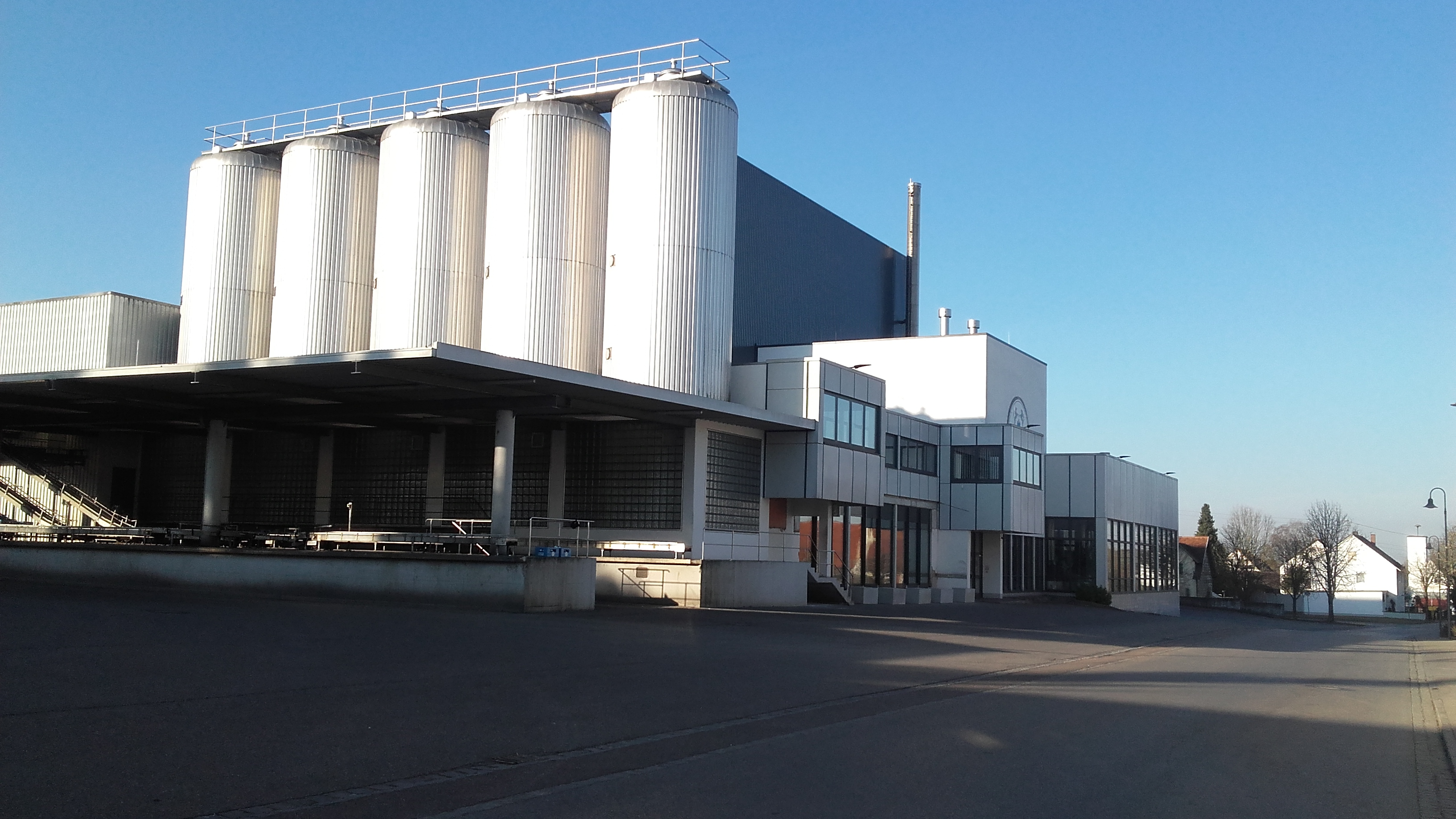
Brauerei Rapp in Kutzenhausen

Das Liefergebiet des Heimdienstes erstreckt sich im Westen bis an die französische Grenze, im Norden bis Würzburg und Erlangen, im Osten bis Regensburg und im Süden von Traunstein bis Villingen im Schwarzwald.
Weiter nördlich, im südhessischen Lorsch angesiedelt, befindet sich ein weiteres Lager der Brauerei Rapp mit etwas kleinerem Sortiment. Von dort aus erstreckt sich das Liefergebiet im Norden bis Frankfurt am Main und Hanau, im Osten bis Aschaffenburg, im Süden bis weit hinter Mannheim und Ludwigshafen am Rhein sowie im Westen bis nach Kaiserslautern.

## Produkte
Die Produkte der Brauerei Rapp werden in ihren eigenen Mehrwegflaschen (0,5 l) vertrieben. Ein Flaschenpfand wird nicht bezahlt oder erstattet. Die Brauerei holt beim nächsten Besuch ihre hauseigenen Flaschen selbst wieder ab und diese Flaschen werden auch woanders nicht angenommen.

### Biere

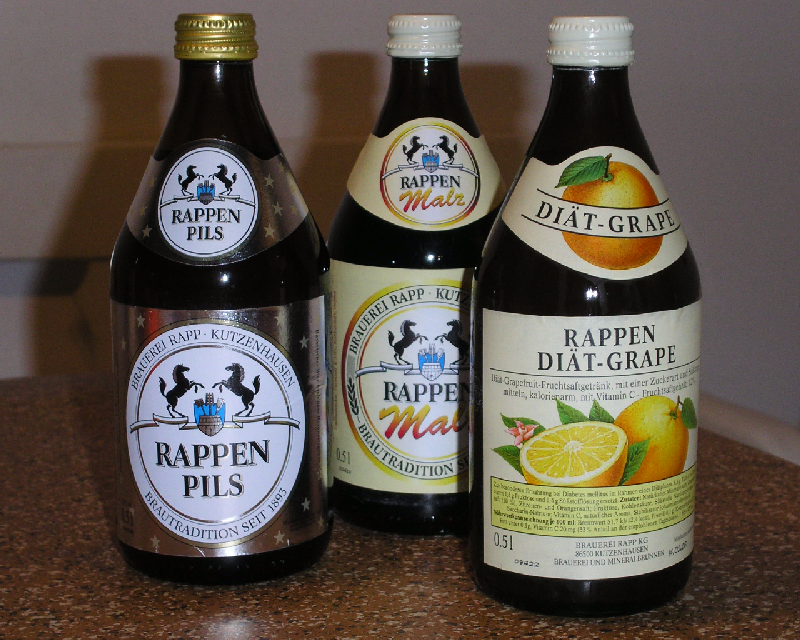
Drei Getränke aus dem Sortiment, in der typischen brauereieigenen Mehrwegflasche

Die Brauerei Rapp stellt verschiedene Biersorten her:
- Alkoholfreies Exportbier
- Leicht (Schankbier mit wenig Alkohol)
- Premium-Pils
- Pilsner (Bier nach Pilsner Art)
- Hell (Bayrisches Vollbier)
- Export
- Rappen Lager
- Weiße (hell und dunkel mit Hefe)
- Weizen (Kristallweizen)
- Leichte Weiße
- Festbier (Spezialbier aus hellem Malz)
- Märzen (feinwürziges Spezialbier)
- Rappen 1893 (dunkles, naturtrübes Spezialbier)
- Bock (helles Starkbier)
- Rappiator (Dunkler naturtrüber Doppelbock)
- Radler
- Rappen-Russ’n
- Malzbier (Alkoholfrei)
- Alkoholfreie Weiße
- Natur-Radler
- Sommerweiße

### Alkoholfreie Getränke
- Mineralwasser
- Mineralwasser mit verschiedenen Fruchtsaftzusätzen

### Erfrischungs- und Fitness-Getränke
- Säfte und Nektare
- Kinderpunsch Winter-Traum